# Away We Go
Away We Go (comercializada como El mejor lugar del mundo en Hispanoamérica, Un lugar donde quedarse en España, y Nos vamos lejos durante su estreno en Argentina) es una road movie del director inglés Sam Mendes que se estrenó en 2009.

## Argumento
En espera del cercano nacimiento de su primer hijo, la pareja de Burt (John Krasinski) y Verona (Maya Rudolph) viajan visitando a familiares y amigos por Estados Unidos y Canadá buscando el lugar ideal para asentarse.